# Sa Đéc (phường)
Sa Đéc là một phường thuộc tỉnh Đồng Tháp, Việt Nam.

## Địa lý
Phường Sa Đéc có vị trí địa lý:
- Phía đông giáp xã Mỹ Hiệp, ranh giới là sông Tiền.
- Phía tây bắc giáp xã Tân Khánh Trung.
- Phía tây và phía nam giáp xã Tân Dương.
- Phía bắc giáp xã Mỹ Thọ và Bình Hàng Trung, ranh giới là sông Tiền.
- Phía đông nam giáp xã Tân Phú Trung và xã Phú Hựu.

Phường Sa Đéc có diện tích 46,92 km², dân số năm 2025 là 104.509 người, mật độ dân số đạt 2.227 người/km².

## Lịch sử
Ngày 16 tháng 6 năm 2025, Ủy ban Thường vụ Quốc hội ban hành Nghị quyết số 1663/NQ-UBTVQH15 về việc sắp xếp các đơn vị hành chính cấp xã của tỉnh Đồng Tháp năm 2025. Theo đó, sắp xếp toàn bộ diện tích tự nhiên, quy mô dân số của Phường 1, Phường 2, Phường 3, Phường 4 (thành phố Sa Đéc), các phường An Hòa, Tân Quy Đông và các xã Tân Khánh Đông, Tân Quy Tây thành phường mới có tên gọi là phường Sa Đéc.
Sau khi sáp nhập, phường Sa Đéc có 46,92 km² diện tích tự nhiên và dân số 104.509 người.